# Peniagone gracilis
Peniagone gracilis is een zeekomkommer uit de familie Elpidiidae.
De wetenschappelijke naam van de soort werd in 1894 gepubliceerd door Hubert Ludwig.